# مونتاغو (ماساتشوستس)
مونتاغو (بالإنجليزية: Montague, Massachusetts)‏ هي منطقة سكنية تقع في الولايات المتحدة في مقاطعة فرانكلين (ماساتشوستس). يقدر عدد سكانها بـ 8,437 نسمة ومساحتها 81.5 كم2 وترتفع عن سطح البحر 72 متر.

## معرض صور

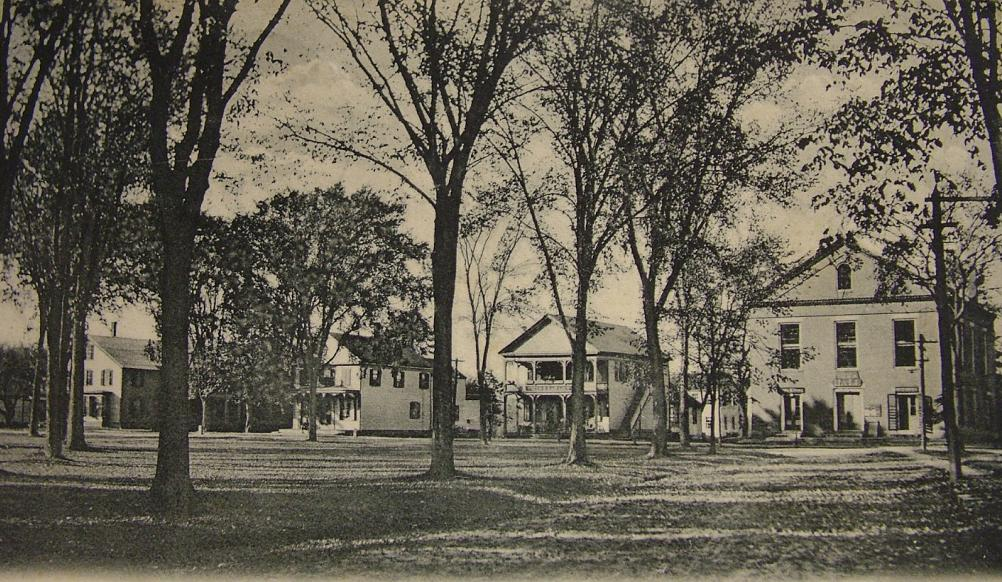
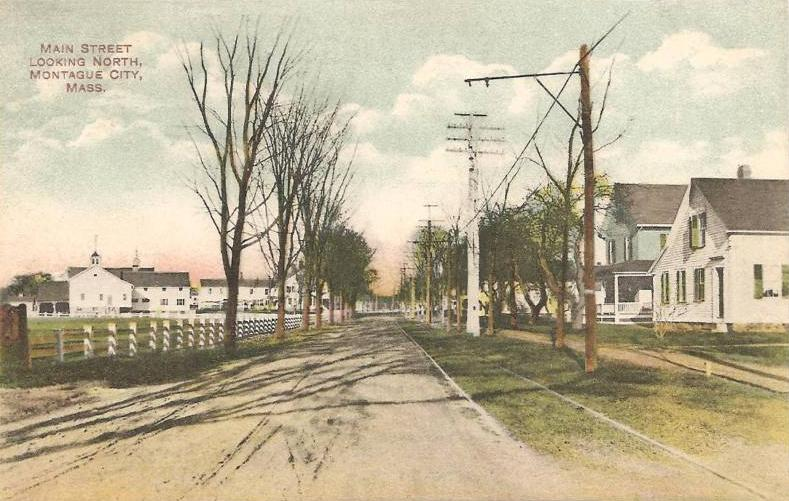
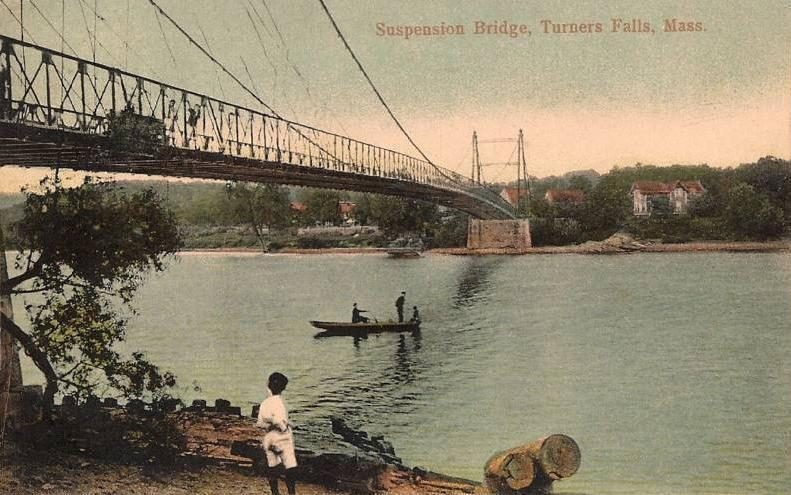

## أعلام
- تومي تاكر
- إد باري
- راسيل إس. دراغو
- كورنيليا كلاب